# جليكخان
جليكخان (بالكردية: Komaşir) (بالتركية: Çelikhan نقحرة: چليكخان) هي بلدة ومقر مديرية جليكخان التابعة لمحافظة أديامان في تركيا. بلغ عدد سكانها 8٫473 نسمة في عام 2021، وسكانها من قبيلة رشوان الكردية.
عُرفت البلدة بدايةً باسم «كوماشير».